# Булавники
Булавники (лат. Rhopalidae) — семейство насекомых из отряда полужесткокрылых.

## Описание
Удлинённо-овальные клопы размером тела от 4,5 до 18 мм. Бока тела параллельны или почти параллельны. Кутикула густо пунктирована бесцветными или тёмными точками и покрыта волосками. Голова широкая, немного наклонённая. Клипеус на вершине округлый, основание его сливается с лбом. Простые глазки слабо выпуклые, иногда расположены на небольшом бугорке. Усики четырёхчлениковые. Первый членик неправильно овальный, основание его сужено, вершина обрублена. Второй и третий членики обычно тонкие удлинённые. Иногда второй членик толще третьего. Четвёртый членик веретеновидный. Хоботок состоит из четырёх сегментов, его вершина не заходит за вершины тазиков задних ног. Переднеспинка в форме трапеции. Щиток небольшой, треугольный. Отверстия пахучих желёз на заднегруди незаметны. Бёдра ног немного утолщены, голени тонкие округлые в сечении. Лапки трёхчлениковые. Полунадкрылья заметно разделены на три части: клавус, кориум и перепонку. У некоторых представителей надкрылья могут быть укорочены, например у самок рода Myrmus. Брюшко состоит из 11 сегментов. Первый и второй сегмент слиты друг с другом, а 10 и 11 образуют анальное кольцо с клапаном. Сегменты с 2 по 7 называются соматическими, с 8 и 9 — генитальными.
Строение личинки сходно со строением имаго. Форма тела личинки может быть овалной, удлинённо-овальной или очень сильно вытянутой. В своём развитии они проходят пыть возрастов. Крыловые зачатки появляются у личинок третьего возраста. Личинки первого возраста отличаются не расширенной кзади переднеспинкой и не упрощённым телом. У личинок второго возраста переднеспинка кзади расширяется и становится трапециевидной, тело уплощается дорсовентрально. У личинок третьего возраста зачатки крыльев очень короткие часто не заходят на первый сегмент брюшка. У личинок четвёртого возраста крылья иногда полностью закрывают первый сегмент брюшка. Личинки пятого возраста имеют зачатки крыльев, доходящие до середины третьего, а иногда и до четвёртого сегмента брюшка.
Яйца бобовидные, окраска их от золотисто-палевой или зеленоватой до тёмно-коричневой. Отложенные яйца прикрепляются к субстрату с помощью гиалиновой подошвой или оно расположено на ножке.

## Экология
Растительноядные, иногда вредят.

## Классификация
Семейство разделено на два подсемейства. В современной фауне насчитывается 295 видов из 21 рода, по другим данным 207 видов и 20 родов.
- Agraphopus Stål, 1872[6][7]
- Arhyssus Stål , 1870[8]
- Aufeius Stål, 1870[8]
- Boisea Stål, 1910[7][8]
- Brachycarenus Fieber, 1860[6]
- Chorosoma Curtis, 1830[6][7]
- Corizomorpha Jakovlev, 1883[6]
- Corizus Fallén, 1814[6]
- Harmostes Burmeister, 1835[8]
- Jadera Stål, 1862[8]
- Leptoceraea Jakovlev, 1873[6]
- Leptocoris Hahn, 1833[6][7]
- Limacocarenus Kiritshenko, 1914[6]
- Liorhyssus Stål, 1870[6][7][8]
- Maccevethus Dallas, 1852[6]
- Myrmus Hahn, 1832[6]
- Niesthrea Spinola, 1837[8]
- Peliochrous Stål, 1873[6][7]
- Rhopalus Schilling, 1827[6]
- Stictopleurus Stål, 1872[6][7][8]
- Xenogenus Berg, 1883[8]

## Палеонтология
В ископаемом состоянии древнейшие представители булавников известны из отложений келловейского яруса юрской системы в Китае (166,1—157,3 млн лет).

## Распространение
Всесветно распространён только один род Liorhyssus. Наибольшим видовым разнообразием характеризуется фауна булавников Палеарктики и Неотропики. В Палеарктике обитает 14 родов. В Неарктике отмечено 10 родов, а в Неотропике — 9 родов. По 7 родов встречается в Афротропике и Ориентальной области. В Австралии имеется только два рода.